# Кирил Петров (художник)
Вижте пояснителната страница за други личности с името Кирил Петров.
Кирил Петров Цанов е български народен художник. Новатор и модернист, един от представителите на движението „Родно изкуство“.

## Биография
Кирил Петров Цанов е роден на 6 януари 1897 г. в Сталийска махала, Ломско. Завършва Ломското педагогическо училище (1915). Участва в Първата световна война (1916 – 18) като командир на взвод.През 1926 г. завършва Художествената академия в София в класа на проф. Никола Маринов и изявите му започват веднага, без мъчителни кризи и експериментални колебания. Приет е за член на Дружеството на независимите художници. През 1931 г. става член на Дружеството на новите художници. Участва във Втората световна война (1943 – 44).
През 1979 г. умира в София.

## Влияния
Изгорил над 100 свои картини заради влиянието на Владимир Димитров – Майстора, когото много ценял, но не искал да имитира.

## Изложби
- 1934 – Първа самостоятелна изложба в София, Галерия Преслав
- 1946 – Втора самостоятелна изложба в София, уредена в Етнографски музей. Догматичната критиката я нарича „формалистична“ и „упадъчна“. Без да престава да работи, художникът не излага живопис до 1961 година
- 1961 – След дългогодишно прекъсване – участия в общите художествени изложби
- 1971 – Участие във ІІ Триенале в Делхи, Индия
- 1972 – Ретроспективна юбилейна изложба в галерия „Раковски“ 125, София открита със слово от Светлин Русев
- 1973 – Индивидуална изложба в Берлин
- 1977 – Самостоятелна изложба на „Раковски“ 125, София по случай 80 г. от раждането на художника
- 1980 – Ретроспективна изложба, галерия „Шипка“ 6, София, открита от Светлин Русев
- 1995 – Изложба в Национална галерия за чуждестранно изкуство, София
- 2005 – изложба Пространства, галерия Кръг+, София, заедно с Атанас Пацев
- 2007 – Ретроспективна изложба по случай 110 г. от рождението на Кирил Петров в Национална художествена галерия, София[2]

## Награди
- 1937 – присъден му е златен медал на Международното изложение в Париж за картината „Харман“
- 1966 – Награден с орден „Кирил и Методий“
- 1969 – Награден с орден „Червено знаме на труда“
- 1972 – Получава звание „Заслужил художник“
- 1973 – Получава наградата на СБХ „Владимир Димитров – Майстора“ за юбилейната си изложба през 1972 г.
- 1974 – Получава първа награда на конкурса на СБХ „Голо тяло“[2]
- 1975 – Получава звание „Народен художник“